# Franziskus Örnestedt
Franziskus Örnestedt, auch Fransiscus, Frantz, Frans oder Frans Joel, (* 1624 in Pommern als Franziskus Joel; † 28. Juli 1685 in Stockholm) war schwedischer Politiker, Diplomat und Hofkanzler.

## Leben
Franziskus Joel war der ältere Sohn des Franziskus Joel (1595–1631), Hof- und Leibmedicus des pommerschen Herzogs Philipp Julius, und der Hedwig Heun, Tochter des Wolgaster Hofapothekers Joachim Heun. Sein jüngerer Bruder war Philipp Joachim Örnestedt (1625–1682).
Nach Studium und Auslandsreisen wurde er zunächst Sekretär bei der pommerschen Kammer und später Referendar am Wismarer Tribunal. 1656 wurde er königlicher Sekretär in Stockholm. Am 10. Januar 1660 wurde er mit dem Namen Örnestedt in den schwedischen Adelsstand erhoben. 1663 kaufte er von Peter Julius Coyet das Schloss Skottorp in Schweden. 1665 wurde er Staatssekretär und 1674 Kanzleirat. Er führte das Protokoll bei den Verhandlungen mit dem französischen Botschafter Isaac de Pas, Marquis de Feuquières am 14.jul. / 24. März 1674greg.. 1677 wurde er zum zeitweiligen Hofkanzler ernannt. Er stand in besonderer Gunst des Königs Karl XI., der ihn 1679 als einen der Botschafter zu den Friedensverhandlungen von Lund entsandte.
Ab 1680 war er Häradshövding in Trögds, Håbo und Lagunda sowie Nora, Lindes, Gryhytte und Nya Kopparberg. Nach dem Tod des Reichsrates und Kanzlers Johan Göransson Gyllenstierna entsandte ihn der König zu Verhandlungen mit dem dänischen Minister Jens Juel über die Vereinbarungen zur Hochzeit mit der dänischen Prinzessin Ulrike Eleonore. Am 6. Mai 1680 feierte der König auf Örnestedts Schloss das Beilager. Im selben Jahr wurde Örnestedt ordentlicher Hofkanzler.
Örnestedt starb 1685 nach längerer Krankheit und wurde in der Riddarholmskyrkan in Stockholm beigesetzt.

## Familie
Aus der 1650 mit Anna von der Deilen, Tochter des Wismarer Kommerzienrats Heinrich von der Deilen, geschlossenen Ehe entstammten ein Sohn und sechs Töchter:
- Karl Gustav Örnestedt (1654–1742), schwedischer Feldmarschall
- Anna Hedwig (1655–1672) ⚭ Johan Adolf Rehnskiöld (1646–1680), schwedischer Staatsminister
- Sophia († 1695) ⚭ Axel von Faltzburg (1645–1728), schwedischer General und Landshövding
- Maria Gertrud ⚭ Jürgen Bremer, Regierungsrat in Bremen
- Beata ⚭ Friedrich von Mevius (1653–1717), schwedischer General
- Agnes ⚭ Axel Rehnskiöld, schwedischer Oberst
- Anna Hedwig († 1754) ⚭ Gustav Wilhelm Coyet (1678–1730), schwedischer General